# Rosemary DeCamp
Rosemary DeCamp (14 de noviembre de 1910 - 20 de febrero de 2001) fue una actriz televisiva y cinematográfica estadounidense.

## Biografía
Nacida en Prescott (Arizona), DeCamp debutó en el cine con el film Cheers for Miss Bishop. Trabajó en muchos títulos de Warner Bros., incluyendo Eyes in the Night, Yankee Doodle Dandy (interpretaba a Nellie Cohan acompañando a James Cagney), y Nora Prentiss. Además, fue la madre del personaje interpretado por Sabu en El libro de la selva.
En la televisión, DeCamp actuó como Peg Riley en la sitcom The Life of Riley. También trabajó de manera regular en el programa de la NBC The Bob Cummings Show, en la década de 1950. En los años sesenta interpretó a la madre de Marlo Thomas en la producción de la ABC That Girl. En 1962 actuó en la sitcom de la NBC Ensign O'Toole, con Dean Jones. También hizo el papel de Gertrude Komack en el episodio titulado "A Little Anger is a Good Thing", perteneciente al drama médico de la ABC Breaking Point. Así mismo DeCamp fue la Tía Helen en la serie de la CBS Petticoat Junction, reemplazando a una enferma Bea Benaderet. Los espectadores de los años sesenta la conocían también por sus múltiples actuaciones en comerciales para el producto de lavandería 20 Mule Team Borax.
Rosemary DeCamp también trabajó en la radio. Así, interpretó durante un tiempo a la enfermera que asistía al Dr. Christian en el show radiofónico interpretado por Jean Hersholt. También fue la madre de Buck Rogers en el episodio de la serie Buck Rogers in the 25th Century "The Guardians".
El 7 de julio de 1946 fue víctima de un suceso ocurrido en su domicilio en Beverly Hills. Un avión experimental pilotado por Howard Hughes, el Hughes XF-11, se estrelló cerca de la casa y un ala del aparato impactó contra la misma, dañando el dormitorio donde DeCamp y su marido estaban durmiendo. El matrimonio resultó ileso.
Rosemary DeCamp falleció a causa de una neumonía en 2001, en Torrance (California). Tenía 90 años de edad. Sus restos fueron incinerados. Tuvo cuatro hijas: Margaret, Martha, Valerie y Nita.